# 南足立郡
南足立郡（日语：／ Minamiadachi gun */?）为过去日本东京府（今东京都）辖下的郡，辖区现在东京都足立区，已于1932年10月1日，3町7村全编入东京市，南足立郡因无管辖町村而废除。

## 沿革

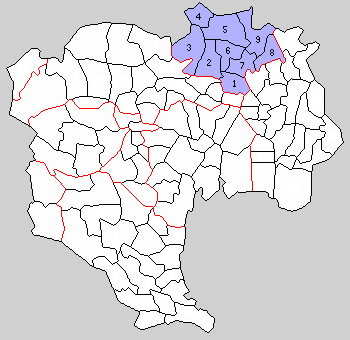
1.千住町 2.西新井村 3.江北村 4.舍人村 5.淵江村 6.梅島村 7.綾瀨村 8.東淵江村 9.花畑村（紫：足立區）

- 1878年7月 - 随着郡区町村编制法的施行，旧武藏国足立郡分割为埼玉县属的北足立郡和东京府属的南足立郡。
- 1889年5月1日 - 施行町村制，南足立郡下辖1町及8村。郡役所设置于千住町。（1町8村）
- 1891年4月1日 - 伊兴村从渊江村分村。（1町9村）
- 1928年2月10日 - 西新井村改制为西新井町。（2町8村）
- 1928年11月1日 - 梅岛村改制为梅岛町。（3町7村）
- 1932年10月1日 - 3町7村全并入东京市。
  - 千住町、伊兴村、渊江村、西新井町、梅岛町、江北村、舎人村、花畑村、东渊江村、绫濑村合并新设足立区。

| 1889年 | 1889年5月1日 | 1889年 - 1912年     | 1912年 - 1926年 | 1926年 - 1944年        | 1926年 - 1944年                 | 1926年 - 1944年           | 1945年 - 1964年       | 1965年 - 1989年 | 1989年 - 现在 | 现在   |
| ------ | ------------ | ------------------- | --------------- | ---------------------- | ------------------------------- | ------------------------- | --------------------- | --------------- | ------------- | ------ |
|        | 千住町       | 千住町              | 千住町          | 千住町                 | 1932年10月1日 并入东京市 足立区 | 1943年7月1日 东京都足立区 | 1947年5月3日 特別区制 | 足立区          | 足立区        | 足立区 |
|        | 西新井村     | 西新井村            | 西新井村        | 1928年2月10日 西新井町 | 1932年10月1日 并入东京市 足立区 | 1943年7月1日 东京都足立区 | 1947年5月3日 特別区制 | 足立区          | 足立区        | 足立区 |
|        | 梅岛村       | 梅岛村              | 梅岛村          | 1928年11月1日 梅岛町   | 1932年10月1日 并入东京市 足立区 | 1943年7月1日 东京都足立区 | 1947年5月3日 特別区制 | 足立区          | 足立区        | 足立区 |
|        | 江北村       | 江北村              | 江北村          | 江北村                 | 1932年10月1日 并入东京市 足立区 | 1943年7月1日 东京都足立区 | 1947年5月3日 特別区制 | 足立区          | 足立区        | 足立区 |
|        | 舎人村       | 舎人村              | 舎人村          | 舎人村                 | 1932年10月1日 并入东京市 足立区 | 1943年7月1日 东京都足立区 | 1947年5月3日 特別区制 | 足立区          | 足立区        | 足立区 |
|        | 渊江村       | 渊江村              | 渊江村          | 渊江村                 | 1932年10月1日 并入东京市 足立区 | 1943年7月1日 东京都足立区 | 1947年5月3日 特別区制 | 足立区          | 足立区        | 足立区 |
|        | 渊江村       | 1891年4月1日 伊兴村 | 伊兴村          | 伊兴村                 | 1932年10月1日 并入东京市 足立区 | 1943年7月1日 东京都足立区 | 1947年5月3日 特別区制 | 足立区          | 足立区        | 足立区 |
|        | 东渊江村     | 东渊江村            | 东渊江村        | 东渊江村               | 1932年10月1日 并入东京市 足立区 | 1943年7月1日 东京都足立区 | 1947年5月3日 特別区制 | 足立区          | 足立区        | 足立区 |
|        | 绫濑村       | 绫濑村              | 绫濑村          | 绫濑村                 | 1932年10月1日 并入东京市 足立区 | 1943年7月1日 东京都足立区 | 1947年5月3日 特別区制 | 足立区          | 足立区        | 足立区 |
|        | 花畑村       | 花畑村              | 花畑村          | 花畑村                 | 1932年10月1日 并入东京市 足立区 | 1943年7月1日 东京都足立区 | 1947年5月3日 特別区制 | 足立区          | 足立区        | 足立区 |